# Dixième gouvernement de Croatie
 (juillet 2023).
Si vous disposez d'ouvrages ou d'articles de référence ou si vous connaissez des sites web de qualité traitant du thème abordé ici, merci de compléter l'article en donnant les références utiles à sa vérifiabilité et en les liant à la section « Notes et références ».
République de Croatie
IXe XIe
Le dixième gouvernement de Croatie (Deseta Vlada Republike Hrvatske) est le gouvernement de la République de Croatie entre le 12 janvier 2008 et le 6 juillet 2009, durant la sixième législature de la Diète.

## Majorité et historique
Dirigé par le Premier ministre conservateur sortant, ce gouvernement est constitué de l'Union démocratique croate (HDZ), du Parti paysan croate (HSS), du Parti social-libéral croate (HSLS) et du Parti démocratique indépendant serbe (SDSS), qui disposent ensemble de 77 députés sur 153, soit 50,32 % des sièges. Il dispose du soutien sans participation du Parti croate des retraités (HSU) et des représentants des minorités, qui détiennent ensemble 4 sièges de députés.

### Formation
Il a été formé à la suite des élections législatives du 25 novembre 2007 et succède au neuvième gouvernement de Croatie, gouvernement minoritaire composé de la HDZ et du Centre démocratique (DC). Lors du scrutin, le parti conservateur confirme sa domination sur le paysage politique en conservant ses 66 députés. Sanader conclut alors un accord de coalition lui assurant une majorité absolue, ainsi qu'un accord de majorité rassemblant 80 députés sur 153. Avec la présence du SDSS au sein même du cabinet, c'est la première fois depuis l'indépendance qu'un Serbe exerce des fonctions de ministre en Croatie.

### Succession
Le 1er juillet 2009, le chef de l'exécutif annonce soudainement sa démission immédiate, sans fournir d'explications particulières. Il annonce avoir désigné la ministre de la Famille, Jadranka Kosor, pour lui succéder. Celle-ci est investie, le 6 juillet, Première ministre et forme alors le onzième gouvernement de Croatie, avec la même coalition.

## Composition

### Initiale (12 janvier 2008)
- Les nouveaux ministres sont indiqués en gras, ceux ayant changé d'attributions en italique.

| Portefeuille | Nom | Nom                       | Parti |
| --- | --- | ------------------------- | ----- |
| Premier ministre                                                                                                |     | Ivo Sanader               | HDZ   |
| Vice-Premier ministre Ministre de la Famille, des Anciens combattants et de la Solidarité entre les générations |     | Jadranka Kosor            | HDZ   |
| Vice-Premier ministre Ministre de l'Économie, du Travail et des Entreprises                                     |     | Damir Polančec            | HDZ   |
| Vice-Premier ministre                                                                                           |     | Đurđa Adlešić             | HSLS  |
| Vice-Premier ministre                                                                                           |     | Slobodan Uzelac           | SDSS  |
| Ministre du Tourisme                                                                                            |     | Damir Bajs                | HSS   |
| Ministre de la Culture                                                                                          |     | Božo Biškupić             | HDZ   |
| Ministre du Développement régional, des Eaux et des Forêts                                                      |     | Petar Čobanković          | HDZ   |
| Ministre des Affaires étrangères et de l'Intégration européenne                                                 |     | Gordan Jandroković        | HDZ   |
| Ministre de la Mer, des Transports et des Infrastructures                                                       |     | Božidar Kalmeta           | HDZ   |
| Ministre de la Défense                                                                                          |     | Branko Vukelić            | HDZ   |
| Ministre des Finances                                                                                           |     | Ivan Šuker                | HDZ   |
| Ministre de la Justice                                                                                          |     | Ana Lovrin                | HDZ   |
| Ministre de la Protection de l'environnement, de l'Aménagement du territoire et des Travaux publics             |     | Marina Matulović-Dropulić | HDZ   |
| Ministre de la Santé et du Bien-être social                                                                     |     | Darko Milinović           | HDZ   |
| Ministre de l'Agriculture, de la Pêche et du Développement rural                                                |     | Božidar Pankretić         | HSS   |
| Ministre de la Science, de l'Éducation et des Sports                                                            |     | Dragan Primorac           | HDZ   |
| Ministre de l'Intérieur                                                                                         |     | Berislav Rončević         | HDZ   |

### Remaniement du 10 octobre 2008
- Les nouveaux ministres sont indiqués en gras, ceux ayant changé d'attributions en italique.

| Portefeuille | Nom | Nom                       | Parti |
| --- | --- | ------------------------- | ----- |
| Premier ministre                                                                                                |     | Ivo Sanader               | HDZ   |
| Vice-Premier ministre Ministre de la Famille, des Anciens combattants et de la Solidarité entre les générations |     | Jadranka Kosor            | HDZ   |
| Vice-Premier ministre Ministre de l'Économie                                                                    |     | Damir Polančec            | HDZ   |
| Vice-Premier ministre                                                                                           |     | Đurđa Adlešić             | HSLS  |
| Vice-Premier ministre                                                                                           |     | Slobodan Uzelac           | SDSS  |
| Ministre du Tourisme                                                                                            |     | Damir Bajs                | HSS   |
| Ministre de la Culture                                                                                          |     | Božo Biškupić             | HDZ   |
| Ministre du Développement régional, des Eaux et des Forêts                                                      |     | Petar Čobanković          | HDZ   |
| Ministre des Affaires étrangères et de l'Intégration européenne                                                 |     | Gordan Jandroković        | HDZ   |
| Ministre de la Mer, des Transports et des Infrastructures                                                       |     | Božidar Kalmeta           | HDZ   |
| Ministre de la Défense                                                                                          |     | Branko Vukelić            | HDZ   |
| Ministre des Finances                                                                                           |     | Ivan Šuker                | HDZ   |
| Ministre de la Justice                                                                                          |     | Ivan Šimonović            | Sans  |
| Ministre de la Protection de l'environnement, de l'Aménagement du territoire et des Travaux publics             |     | Marina Matulović-Dropulić | HDZ   |
| Ministre de la Santé et du Bien-être social                                                                     |     | Darko Milinović           | HDZ   |
| Ministre de l'Agriculture, de la Pêche et du Développement rural                                                |     | Božidar Pankretić         | HSS   |
| Ministre de la Science, de l'Éducation et des Sports                                                            |     | Dragan Primorac           | HDZ   |
| Ministre de l'Intérieur                                                                                         |     | Tomislav Karamarko        | Sans  |